# Трофеј Београда у кошарци
Трофеј Београда је међународно кошарко такмичење између националних тимова, које се сваког лета од 2012. године одвија у Београду, пре великих званичних ФИБА турнира, као што су ФИБА Еуробаскет, ФИБА Светски куп и Летње олимпијске игре. Турнир организује Кошаркашки савез Србије. Такмичење се игра по правилима ФИБА-е. 
Свих пет издања до сада одржаних турнира освојила је Србија која је победила на свих десет утакмица које је одиграла. Издање турнира у 2017. години било је прво са три екипе које су одиграле утакмице по Бергеровом систему и заменили су претходни формат са четири екипе. 

### Резултати по земљама
| Ранк | Земља     | 1. место | 2. место | 3. место | 4. место | Изгледи |
| ---- | --------- | -------- | -------- | -------- | -------- | ------- |
| 1.   | Србија    | 5        | 0        | 0        | 0        | 5       |
| 2    | Турска    | 0        | 2        | 1        | 0        | 3       |
| 3.   | Словенија | 0        | 1        | 1        | 0        | 2       |
| 4.   | Русија    | 0        | 1        | 0        | 0        | 1       |
| 5.   | Грчка     | 0        | 1        | 0        | 0        | 1       |
| 6    | Порторико | 0        | 0        | 1        | 0        | 1       |
| 7.   | Кина      | 0        | 0        | 1        | 0        | 1       |
| 8    | Црна Гора | 0        | 0        | 1        | 0        | 1       |
| 9.   | Венецуела | 0        | 0        | 0        | 1        | 1       |
| 10.  | Аргентина | 0        | 0        | 0        | 1        | 1       |
| 11.  | Украјина  | 0        | 0        | 0        | 1        | 1       |
| 12.  | Мађарска  | 0        | 0        | 0        | 1        | 1       |

## Спонзори
- Acıbadem Healthcare Group